# Pharmacie du rhume

Publicité pour des médicaments contre les effets du rhume.

La pharmacie du rhume sont les produits qui vont soulager les symptômes du rhume banal (le rhume banal chez l'adulte par ailleurs en bonne santé ; il existe des recommandations séparées pour les nourrissons, les enfants en bas âge, les personnes immunodéprimées et les personnes âgées qui ne sont pas traitées ici).
Les infections virales des voies aériennes supérieures (le rhume banal) font partie des affections les plus courantes ; bien qu'il s'agisse de maladies spontanément résolutives, elles représentent un lourd fardeau de symptômes pour les individus. Mais n'ayant pas de remède, le rhume banal, infection banale et bénigne, ne nécessite souvent que du repos pour se guérir (et boire beaucoup de liquide). Certaines médications peuvent s'ajouter à ces deux recommandations mais qui ne peuvent malheureusement qu'adoucir les symptômes.
L'Académie nationale de médecine française indique : « Aucun traitement du rhume de l’adulte n’a réellement fait preuve d’une grande efficacité. Or, les prescriptions médicamenteuses sont nombreuses et variées, représentant à la fois un danger en termes de santé publique et de risque d’effet indésirable individuel. » Les vasoconstricteurs comme la pseudoéphédrine sont par exemple désormais déconseillés par l'Agence nationale française de sécurité du médicament (ANSM).
Héros malheureux, l'enrhumé est au centre d'une production publicitaire pharmaceutique lucrative, créative, reconnue et même plébiscitée.

## Pharmacie du rhume
La médecine s'accorde sur le fait qu'il n'existe aucun médicament dont les bienfaits ont été prouvés pour la prophylaxie ou le traitement du rhume,: le Centers for Disease Control and Prevention américain (CDC) ne prescrit rien d'autre que du repos et boire beaucoup de liquide ; des analgésiques  et antipyrétique en vente libre permettent éventuellement d'atténuer les symptômes. Le paracétamol est recommandé en cas de douleur et/ou de fièvre ; le paracétamol peut également aider à soulager la congestion nasale et la rhinorrhée, mais pas les maux de gorge, les malaises, les éternuements ou la toux. L'aspirine doit être évitée chez les enfants et les adolescents de moins de 18 ans en raison du risque de syndrome de Reye.
Différentes techniques de lavage des cavités nasales existent, dont certaines au sérum physiologique, technique peu risquée, pouvant générer un simple et banal inconfort ou une irritation nasale, mais « les faibles preuves attestant de son efficacité ne permettent pas d’établir une recommandation ».
Certains sites médicaux professionnel ajoutent éventuellement, sous certaines conditions des baumes pectoraux appliqués massés sur le dos ou la poitrine, des gargarismes d'eau salée, des gouttes nasales (chlorure de sodium 0,9%) pour la congestion nasale, des pastilles contre le mal de gorge ; et, bien qu'il n’existe aucune preuve solide pour ou contre leur efficacité, des sirops pour la toux. Les inhalations de vapeur sont aussi recommandées bien qu'aucune preuve tangible n'existe de leur efficacité ; il existe des risques significatifs de brûlure chez les enfants, par utilisation des thérapies par inhalation de vapeur.
Des décongestionnants intranasaux ou systémiques sont aussi couramment proposés; mais certains décongestionnants, certains en vente libre en pharmacie ou en magasin, ne sont toutefois pas sans danger, et peuvent exposer à des troubles cardiovasculaires graves voire mortels ; ils ont cependant été longtemps banalisés sur les rayons des magasins et dans la publicité ; sont visés les décongestionnants sympathomimétiques vasoconstricteurs tels qu'éphédrine, naphazoline, oxymétazoline, phényléphrine, pseudoéphédrine, tuaminoheptane et xylométazoline,,.
Bien qu'il n’existe aucune preuve solide de l’efficacité du miel contre la toux, une boisson chaude contenant du miel et du citron peut être utilisée, ou de simples médicaments contre la toux contenant du miel, du citron ou de la glycérine.
Les antibiotiques ne fonctionnent pas contre les virus responsables du rhume et n'aident pas à se sentir mieux: le traitement antibiotique de l'infection des voies respiratoires supérieures ne modifie pas l'issue clinique de la maladie et ne prévient pas d'autres complications ; les antibiotiques peuvent également avoir des effets secondaires, comme diarrhée, vomissements et éruptions cutanées. De plus la surconsommation d'antibiotiques conduit a une baisse générale de leur efficacité thérapeutique.
Un rapport de 2020 de l'Académie nationale de médecine française renouvelle l'affirmation qu'il n'est pas nécessaire pour un rhume (selon sa définition une infection virale des voies aériennes supérieures ou IVVAS) de prescrire une antibiothérapie, pas plus qu'une corticothérapie ; les traitements aux Antihistaminiques H1 , anti-inflammatoires non stéroïdiens n’ont d’efficacité que sur les symptômes ; le bromure d’ipratropium efficace sur la rhinorrhée, est inefficace sur l’obstruction nasale ; d'autres associations antihistaminiques H1/analgésiques/décongestionnants montrent certains effets positifs sur les symptômes du rhume de l’adulte, avec cependant quelques effets indésirables.
Le renforcement et le soutien de l'immunité constituent d'autre part un domaine vaste et controversé du commerce et de la médecine, et les allégations spécifiques souvent faites sur les avantages de la protection contre les infections virales, que ce soit au moyen de vitamines, de minéraux, de probiotiques et de plantes médicinales, sont ensuite la plupart du temps critiquées comme des allégations exagérées.

## Automédication
Les Français n'ont pas souvent recours à l'automédication, du fait qu'ils n'ont presque jamais à payer pour leurs produits de santé, remboursés par la sécurité sociale. La part des produits d’automédication pharmaceutique représente toutefois le tiers des dépenses de médicaments des consommateurs français, dont 58% sont allés à la médication de petites pathologies comme le rhume ou la toux. La part de spécialités sans ordonnances dans les officines serait de 6,4% en France, 12,5% au Royaume-Uni, 13,9% en Belgique et en Suisse 18,3%. Ces chiffres ne considèrent pas le commerce qui se fait en dehors des officines.
L'automédication en cas de rhume est donc fréquente, et il y a lieu de distinguer dans l'automédication du rhume les produits pharmaceutiques et non pharmaceutiques. 
En 2018, une étude internationale (cross-sectional European Common Colds study, COCO study) via des centres de soin primaire a identifié 527 pratiques d'automédication pour les rhumes. L'utilisation moyenne d'articles par participant, standardisée selon l'âge, était de 12 (plage de 6 à 15), et la majorité des patients (62 %) utilisaient une combinaison de produits pharmaceutiques et non pharmaceutiques. L'étude a pu déterminer que l'inconfort important ressenti lors d'un épisode de rhume et la méconnaissance du cours naturel de la maladie étaient les déterminants principaux de l'automédication du rhume. L'étude encourageait toutes les campagnes publiques de sensibilisation nécessaires pour promouvoir une utilisation rationnelle des soins personnels. Une enquête britannique de 1999 sur les connaissances générale sur le rhume, avait montré par exemple que jusqu'à 35 % des participants avaient des idées fausses sur l'efficacité de l'ail, de la soupe au poulet et des antibiotiques et que 53,2 % ne savaient pas que des virus provoquaient le rhume,. L'automédication souvent banalisée, dans le cas du rhume plutôt inutile, n'est pas sans danger et est coûteuse pour les ménages.
Parce que le rhume est une maladie très courante, et parce qu'il est généralement autodiagnostiqué et automédiqué, il existe pour les traitements contre la toux et le rhume, un vaste marché mondial extrêmement lucratif. La publicité pour les produits non soumis à prescription étant autorisée en Europe, c'est aussi un moyen pour les firmes pharmaceutiques d'intensifier leur communication auprès du public, et desservant doublement leur intérêt, aussi d'inciter les gens à l’automédication.

## Surprescription d'antibiotiques
Auprès des médecins les patients recherchent généralement des conseils médicaux pour se rassurer et obtenir un arrêt de travail. Ce devrait être le lieu où leur est conseillé d'utiliser des mesures apaisantes pour le rhume. Au Japon le rhume est l’une des principales raisons pour lesquelles les patients se rendent dans un établissement médical. On note toutefois souvent que les médecins donnent au rhume une réponse thérapeutique inappropriée et notamment de prescription d'antibiotiques; c'est le cas en France relevé par l'Académie nationale de médecine; aux États-Unis; au Japon une étude de 2022 démontre que 90% des prescriptions de médicament pour le rhume sont inappropriées.
Aux États-Unis, le nombre de prescriptions d’antibiotique pour un rhume a été évalué, sur la période 1997—1999 à 10,33 millions, soit 7,3 % des prescriptions totales d’antibiotiques. Une étude de 2003 a montré que le rhume aux États-Unis a conduit à plus de 110 millions de visites chez le médecin dont un tiers a conduit à une prescription d'antibiotique. En 2016, le nombre de prescriptions d’antibiotiques pour un rhume a été évalué à 19,73 millions.
En France le même constat s'impose que le rhume (rhinopharyngite aiguë), engendre souvent une réponse thérapeutique inappropriée et une surprescription. Les raisons avancées dans une étude sont d’abord culturelles — pratique médicale ancrée, « pèlerinage » du patient allant du cabinet médical à la pharmacie, réponse obligée au paiement à l’acte, vertu rassurante du médicament, nécessité d’un traitement « minimal » et acte intellectuel médical peu valorisé —; environnementales — pressions des patients, lobbying pharmaceutique, fonctionnement concurrentiel des cabinets médicaux et clientélisme; et universitaires: formation médicale non adaptée à la réalité de la médecine générale, adage immuable: « un symptôme = un médicament »,,. La rhinopharyngite aigüe (le rhume), affection bénigne, représente en France un des principaux motifs de consultation en médecine générale,,,,.
Selon l'Académie nationale de médecine française, les prescriptions médicamenteuses sont nombreuses et variées et « représentant à la fois un danger en termes de santé publique et de risque d’effet indésirable individuel, et un coût non justifié en termes de dépenses de santé ». L'Académie en 2020 a émis un rapport complet sur les prescriptions médicamenteuses dans le rhume de l’adulte d’origine virale.

## Traitements alternatifs utilisés pour le rhume, remèdes de grand-mère
Les traitements alternatifs utilisés contre le rhume comprennent de nombreux remèdes maison et médecines alternatives. Les recherches scientifiques concernant l’efficacité de chaque traitement sont généralement inexistantes ou peu concluantes,,,.
Des tablettes d'argile en cunéiforme de Mésopotamie de 2600 av J.-C. documentent les huiles de cyprès (Cupressus sempervirens) et d'espèces Commiphora (myrrhe) qui sont encore utilisées aujourd'hui pour traiter la toux, le rhume et l'inflammation.  Fleurs de tilleul et de sureau, fleurs et herbes de reine des prés, parties aériennes et racines d'échinacée pourpre, églantine, fruits de cassis et d'argousier, jus de citron, etc., en Europe, de nombreuses espèces végétales ont été utilisées contre la grippe et le rhume : en Russie et en Estonie, l'ail, l'ail des ours, l'oignon, la framboise, la canneberge, la mousse d'Islande, les parties aériennes et les racines de la primevère (Primula vulgaris, Primula veris), les feuilles de plantain, l'achillée millefeuille, l'origan, les parties aériennes du thym commun et du serpolet, les feuilles de tussilage, l'écorce de saule, etc. sont utilisés depuis des siècles. Dans un passé récent le rhume comme la grippe étaient autodiagnostiqués et automédiqués . Probablement, le repos n'était pas négligé comme un facteur important de guérison. Aujourd'hui encore en Estonie, le rhume et la grippe sont principalement autodiagnostiqués et automédiqués avec des médicaments en vente libre et/ou des produits à base de plantes: Dix herbes les plus populaires ont été incluses dans une enquête estonienne : Allium sativum L., Allium cepa L., Zingiber officinale Rosc., Citrus x limon, Echinacea purpurea (L.) Moench, Chamomilla recutita (L.) Rauschert et Chamomilla suaveolens (Pursh) Rydb., Tilia cordata Mill., Tilia platyphyllos Scop., Cetraria islandica (L.) Ach., Ribes nigrum L. et Rubus idaeus L..

### Neti Lota - rhino-horn

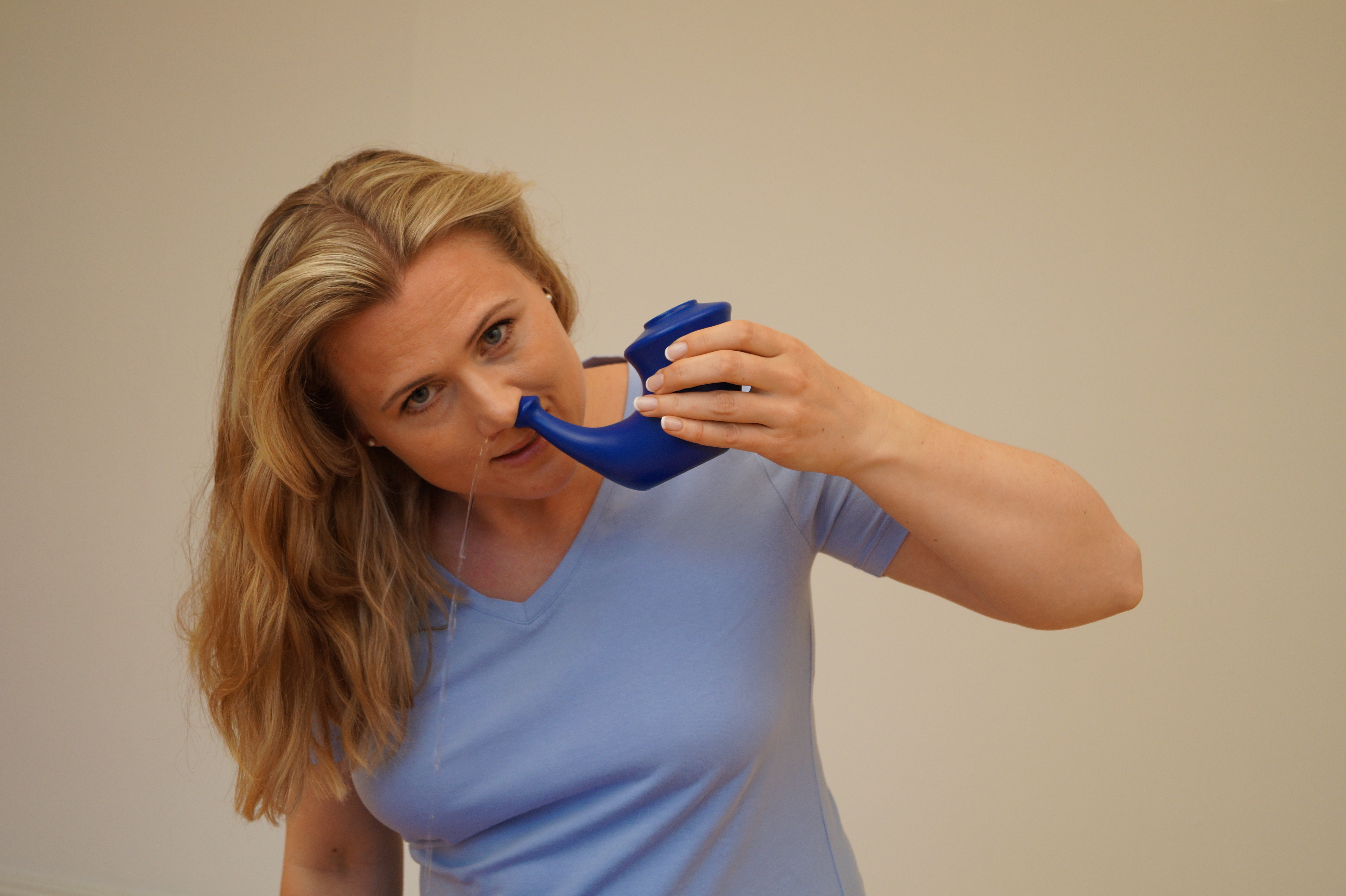
Rhino Horn.

Jala neti est une technique de yoga, qui permet de rincer et nettoyer les cavités nasales à l'aide d'une cruche spéciale (Neti Lota) remplie d'eau tiède salée (du sel de table fin non iodé). En Norvège un accessoire identique est produit en série appelé rhino-horn,.

### Échinacée

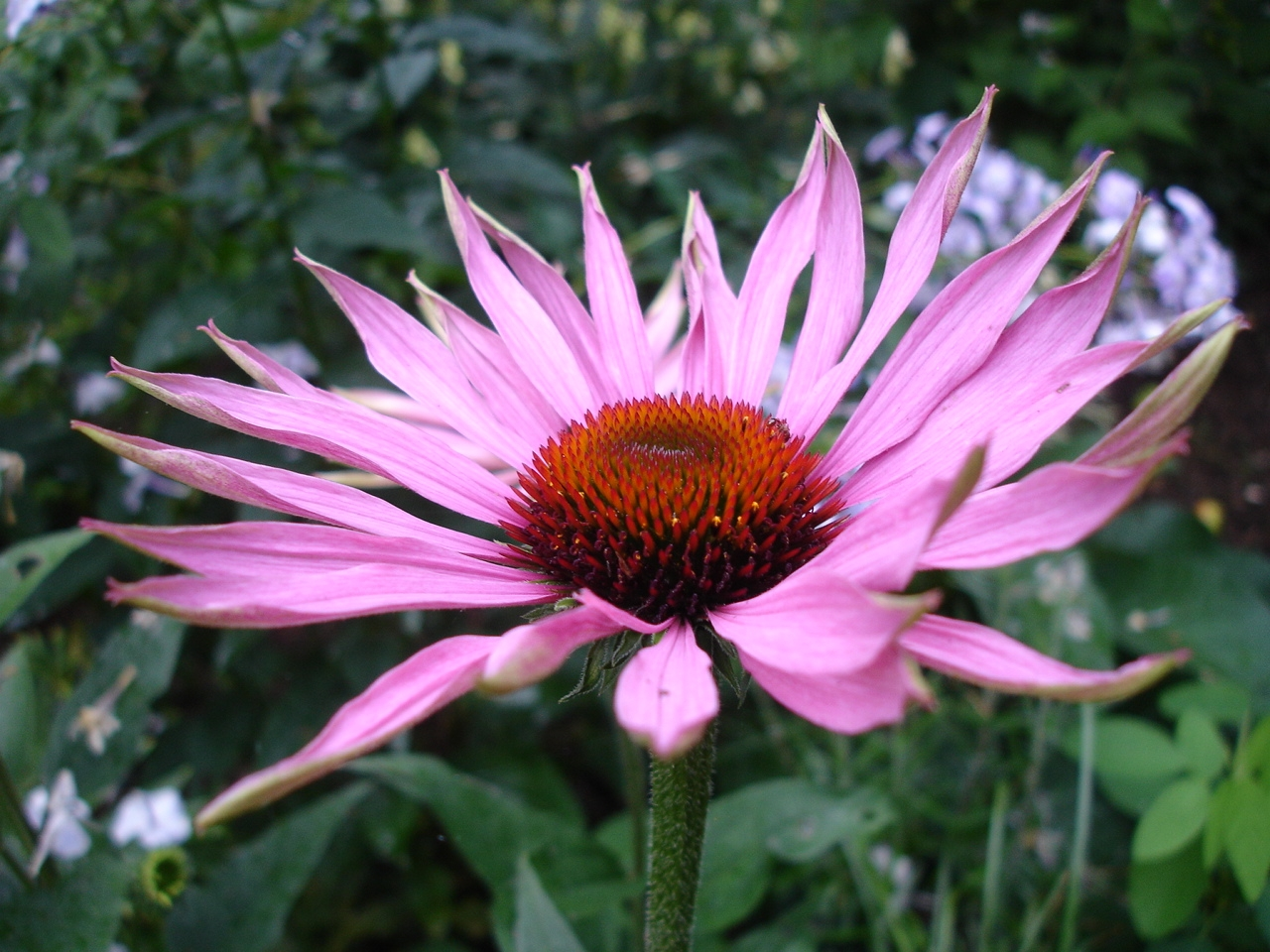
Fleur d'échinacée.

Une revue systématique de la Cochrane Collaboration, mise à jour pour la dernière fois en 2014, examine vingt-quatre essais randomisés contrôlés étudiant diverses préparations à base d'échinacée pour la prévention et le traitement du rhume. L'échinacée n'a montré aucun avantage par rapport au placebo en matière de prévention. Les preuves en faveur du traitement étaient incohérentes. Les effets secondaires signalés étaient rares.
Des méta-analyses de 2007 concluent qu'il existe certaines preuves selon lesquelles l'échinacée pourrait réduire la durée ou la gravité du rhume, mais les résultats ne sont pas cohérents.
L'utilisation de préparations à base d'échinacée n'est actuellement pas recommandée,,,,,.

### Extrait depélargonium sidoides
Une revue Cochrane de 2013 a trouvé des preuves provisoires du bénéfice du Pelargonium sidoides (en) pour les symptômes du rhume ; cependant, la qualité des preuves était très médiocre.

### Carraghénane
L'iota-carraghénane a fait l'objet de plusieurs essais cliniques sur le rhume et certains prétendent qu'il s'agit d'un médicament antiviral efficace.

### Soupe au poulet
Depuis lors, de nombreux rapports ont été publiés aux États-Unis selon lesquels la soupe de poulet atténue les symptômes du rhume. Même des revues médicales habituellement réservées ont publié des articles ironiques sur les prétendues propriétés médicinales de la soupe au poulet,,.

### Inhalation de vapeur
Beaucoup de gens pensent que l’inhalation de vapeur réduit les symptômes du rhume. Il n’existe pas suffisamment de preuves pour recommander l’utilisation systématique de l’inhalation de vapeur pour traiter le rhume. Des cas d'enfants gravement brûlés ont été signalés en renversant accidentellement l'eau utilisée pour inhaler la vapeur,.
Les preuves ne soutiennent pas l'existence d'un lien entre l'exposition au froid ou un « frisson » (sensation de froid) et le rhume.

### Suppléments de zinc
Il a été démontré que l'utilisation de suppléments de zinc (souvent des pastilles d'acétate de zinc ou de gluconate de zinc) à des doses supérieures à 75 mg/jour dans les 24 heures suivant l'apparition des symptômes réduit la durée des symptômes du rhume d'environ 1 jour chez les adultes,. Les effets indésirables des suppléments de zinc par voie orale comprennent le mauvais goût et des nausées. L'utilisation intranasale de vaporisateurs nasaux contenant du zinc a été associée à la perte de l'odorat; par conséquent, en juin 2009, la Food and Drug Administration des États-Unis (USFDA) a averti les consommateurs de cesser d'utiliser le zinc intranasal.

### Vitamine C

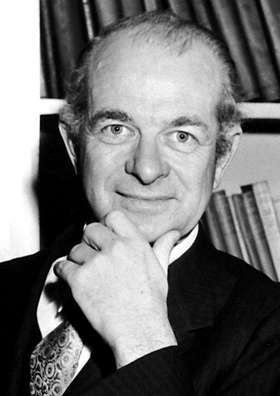
Le lauréat du prix Nobel Linus Pauling a préconisé la prise de vitamine C contre le rhume dans un livre de 1970, Vitamin C and the Common Cold.

La recherche sur la vitamine C et le rhume a été divisée en effets sur la prévention, sur la durée et sur la gravité. Des prises orales de plus de 200 mg/jour prises régulièrement ne sont pas efficaces dans la prévention du rhume. Restreindre l'analyse aux essais ayant utilisé au moins 1 000 mg/jour n’a également apporté aucun bénéfice en matière de prévention. Cependant, un supplément régulier de vitamine C réduit la durée moyenne de la maladie de 8 % chez les adultes et de 14 % chez les enfants, et aussi réduit la gravité des rhumes. La vitamine C prise régulièrement réduit la durée des symptômes graves mais n’a aucun effet sur la durée des symptômes légers. L'usage thérapeutique, ce qui signifie que la vitamine n'a été administrée que lorsque les gens ont commencé à ressentir les prémices d'un rhume, n'a aucun effet sur la durée ou la gravité de la maladie.
La vitamine C se distribue facilement en concentrations élevées dans les cellules immunitaires, favorise les activités des cellules tueuses naturelles, favorise la prolifération des lymphocytes et s'épuise rapidement en cas d'infections, effets suggérant un rôle important dans le fonctionnement du système immunitaire. L'Autorité européenne de sécurité des aliments a conclu qu'il existe une relation de cause à effet entre l'apport alimentaire en vitamine C et le fonctionnement d'un système immunitaire normal chez les adultes et les enfants de moins de trois ans,.
Les excès de Vitamine C sont éliminés dans les urines et les selles, il n'existe donc pas d’hypervitaminose C. Un surdosage de vitamines C peut provoquer des nausées et une diarrhée, perturber l'équilibre anti- ou pro-oxydants de l'organisme.

### Autres
Les traitements pour lesquels il existe des preuves de bénéfices issus d'un seul essai ou d'essais de mauvaise qualité comprennent le thé vert, l'ail, diverses plantes médicinales chinoises. Il existe peu de preuves démontrant que Hippophae (l'argousier) n'a aucun effet. Une revue systématique a trouvé des preuves appuyant l'utilisation du sureau noir (Sambucus nigra) pour réduire les symptômes des voies respiratoires supérieures. Une revue Cochrane a révélé que les produits homéopathiques ne présentaient aucun bénéfice en termes de taux de guérison ou de prévention des infections respiratoires aiguës chez les enfants par rapport au placebo.

## Importance du marché
Parce que le rhume est une maladie très courante, et parce qu'il est généralement autodiagnostiqué et automédiqué, il existe un vaste marché mondial pour les traitements contre la toux et le rhume, valorisé à hauteur de plus de 70 milliards de dollars en 2023. Les traitements qui permettent supposément de soutenir ou de renforcer le système immunitaire, comprenant une large gamme de vitamines, de minéraux, de probiotiques et de plantes médicinales, forment un marché mondial, qui était en 2021 valorisé à plus de 20 milliards de dollars et qui devrait atteindre plus de 31 milliards de dollars américains en 2028.
Une étude complète sur le fardeau économique des infections virales des voies respiratoires non liées à la grippe aux États-Unis, a déterminé que la guerre contre le rhume (les infection virale des voies respiratoires non liées à la grippe) coûterait à l'économie américaine environ 40 milliards de dollars par an, beaucoup plus que d'autres pathologies comme l'asthme, l'insuffisance cardiaque et l'emphysème ; les personnes interrogées ont rapporté les factures de leurs médecins, les coûts des médicaments en vente libre et les coûts des médicaments sur ordonnance. Les Américains dépensent par an 2,9 milliards de dollars en médicaments en vente libre et 400 millions de dollars supplémentaires en médicaments sur ordonnance pour le soulagement des symptômes du rhume.
Hors de ces 40 milliards, plus de 1,1 milliard de dollars sont dépensés chaque année pour 41 millions de prescriptions d'antibiotiques pour des personnes souffrant de rhume. Le rhume conduit aux États-Unis à plus de 110 millions de visites chez le médecin et une estimation prudente des coûts de 7,7 milliards de dollars par an. Plus d'un tiers des patients qui ont consulté un médecin ont reçu une prescription d'antibiotique,,,.
En 2014, en Allemagne , les ventes totales de traitements en vente libre contre le rhume et la grippe se sont élevées à 578 millions d'euros, dont 54 millions d'euros ont été prescrits par les médecins. Les ventes de traitements contre la toux se sont élevées à 325 millions d'euros supplémentaires, dont 65 millions d'euros ont été prescrits par des médecins.

## Lobbying pharmaceutique
Héros malheureux, l'enrhumé est au centre d'une production publicitaire pharmaceutique lucrative, créative, reconnue et même plébiscitée,.

### Approche marketing du rhume

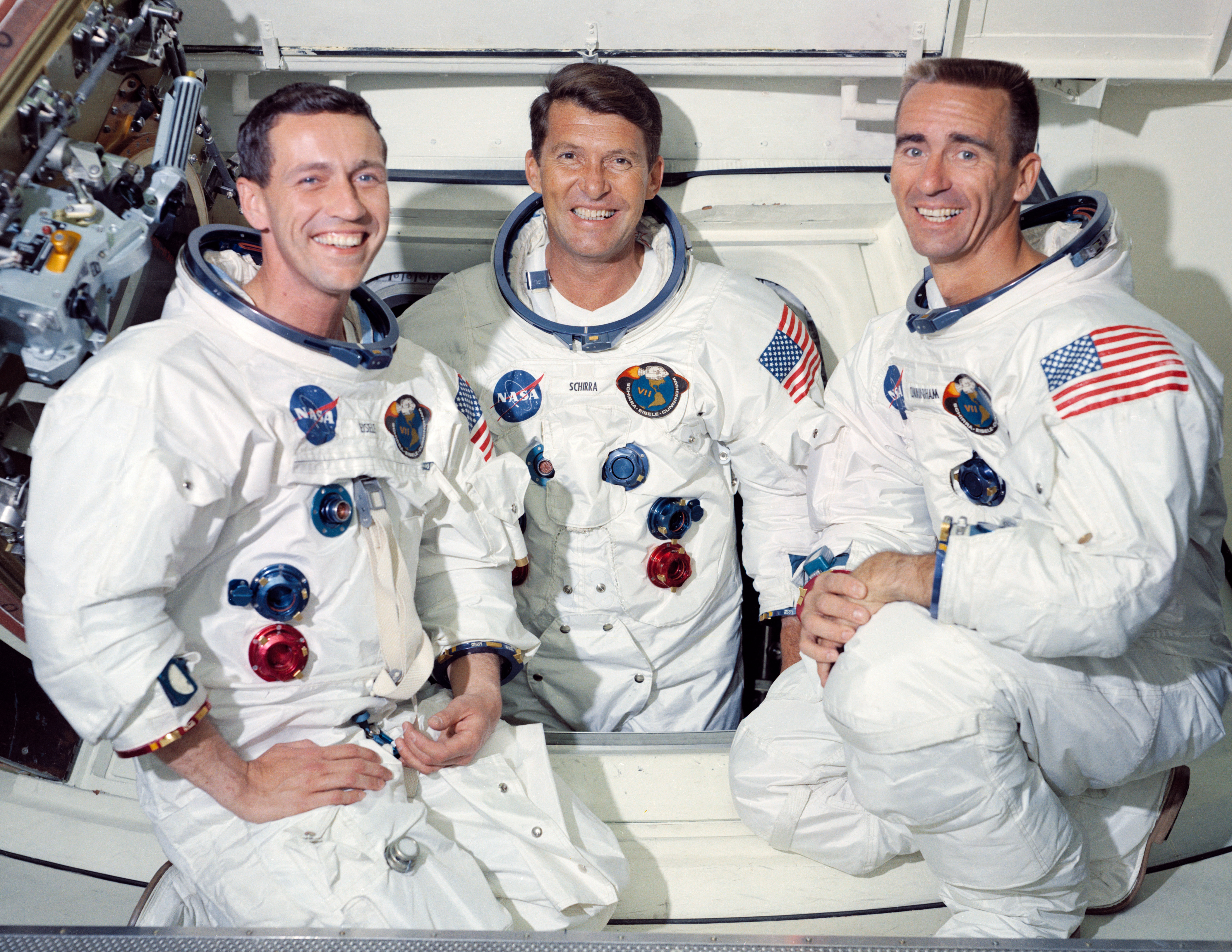
Apollo7. 22 Mai 1968.

Un porte-parole de Rumrill-Hoyt/McCaffrey & McCall à New York, qui gère le compte Actifed, déclarait dans les années 1980 que 25 astronautes américains avaient été invités à réaliser des publicités pour la marque (six avaient pris Actifed) . Walter Schirra, astronaute programme Mercury, Gemini et Apollo, a succombé à la tentation, lançant sa carrière de pitch en 1983 lorsqu'Actifed est passé pour la première fois en vente libre. Schirra lors de la mission Apollo 7 en 1968 a développé l'un des rhumes les plus débilitants et les plus célèbres de l'histoire américaine. Une heure après le décollage et seulement six heures après son examen physique préalable au décollage, Schirra a connu une irritation mineure de la gorge qui s’est rapidement transformée en une obstruction nasale, et en ce qui aurait pu être un « écoulement nasal furieux » ; cependant, dans l’espace en apesanteur, le mucus traînait, remplissant son nez et ses sinus ; le seul soulagement venait de se moucher avec force, ce qui lui faisait mal aux tympans. Bientôt, les autres membres d'équipage succombèrent au même mal ; les trois hommes se précipitèrent alors à travers l'espace, « grincheux, distraits, à peine capables de respirer ou d'entendre ». Au retour les trois hommes ne portaient pas leur casque craignant qu'en raison de l'attraction gravitationnelle, leurs oreilles commencent à éclater, ou si le mucus était trop abondant de se noyer dedans. Les membres d’équipage sont tous revenus sur Terre sains et saufs, mais aucun n’est jamais plus retourné dans l’espace. Les astronaute ont pris des actifed sans succès. Donn Eisele, Richard Gordon et Alan Bean, qui ont attrapé un rhume sur Apollo 12 en 1969, rejoindront Schirra dans les derniers spots publicitaire de la marque pour des rémunérations indéterminées,.
La personne affligée d'un rhumes est parmi les plus malheureuses sur terre, d'autant plus malheureuse qu'elle n'excite ordinairement ni intérêt, ni compassion ; elle soulève plus volontiers raillerie et sarcasme; aliénée par ses miasmes, l'enrhumé suscite quelquefois une empathie condescendante. Ce sont des ressorts communs de la publicité, qui a trouvé là un terrain d'expression prolifique, reconnu et même récompensé: citons les campagnes de publicité de Valda sur un siècle ; récompensées par un Lion d’Or à Venise la campagne « You look dumber with your mouth open » de Saatchi & Saatchi pour Otrivin: Shoe lace et Classroom Craft. Pour les publivores citons aussi Fervex d'UPSA « C'est ta mère » ; la publicité irresponsable de Vicks Day Quill, « moms don't thake sik days, moms take dayquil ». La vue d'un enrhumé déversant des mucosités dans un tissu crasseux manque éventuellement de qualité dynamique, on lui adjoint une cohorte de monstres cartoonesques, citons Benylin, D-D-Demazin, Otrivin.
Les parodies de publicités jouent sur les mêmes ressorts comiques que leurs modèles, citons « Cold Commercial », de Saturday Night Live avec Will Ferrell et Kristen Wiig.
Les mêmes ressort servent aussi les campagnes télévisuelles de prévention de l'hygiène publique. Citons la campagne du Gouvernement écossais « Catch It, Bin It, Kill It (en) », Swine flu ad ; pour la vaccination contre la grippe , The Sneeze, un spot publicitaire du ministère de la Santé d’Australie-Mérifionale, un facteur de dégoût élevé pour un message très sérieux.

### Les moutons de panurge

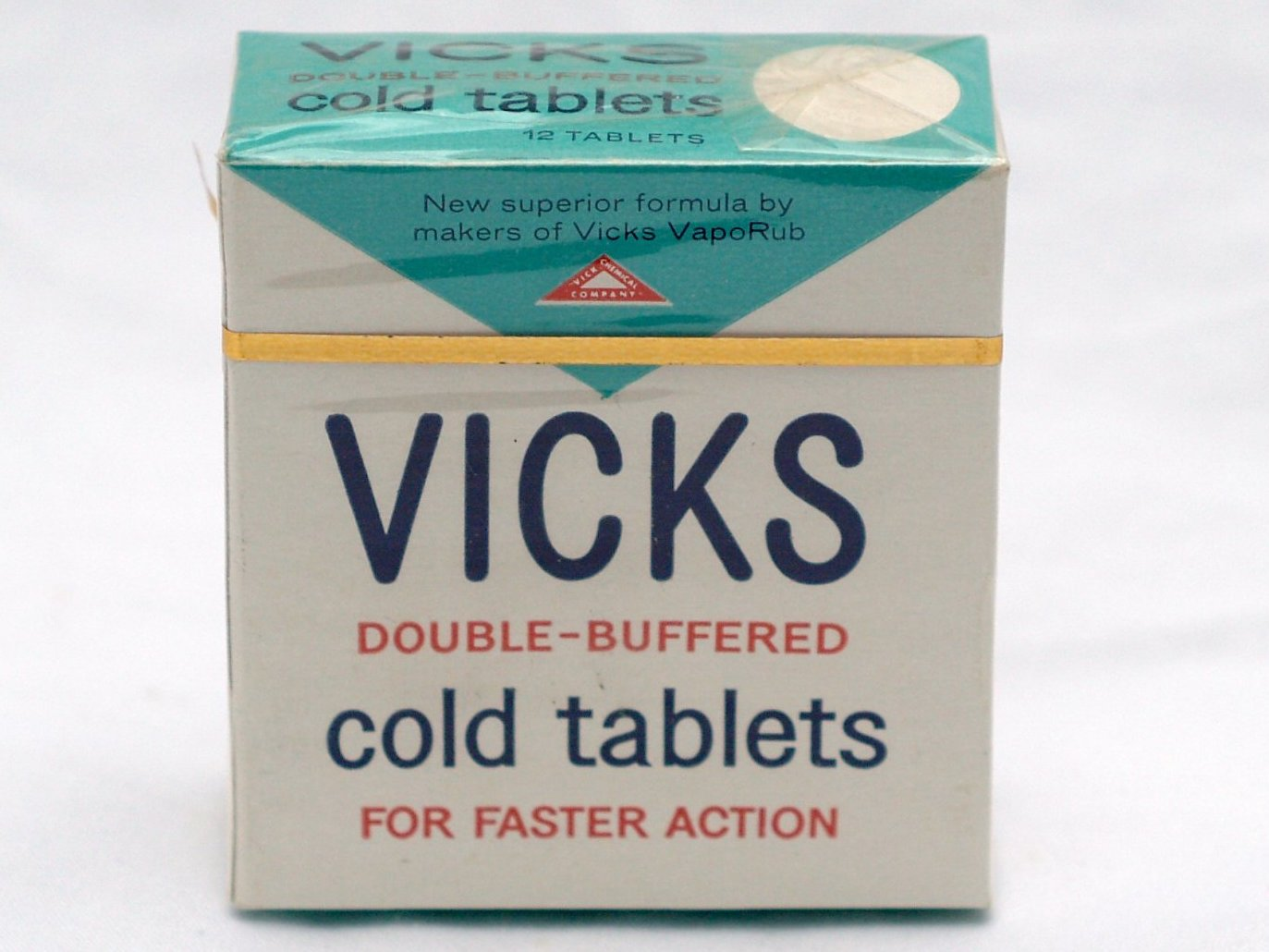
Cold tablets de Vicks, contenant: salicylamide, phénacétine 2½ grs, maléate de pyrilamine, caféine, sulfate d'éphédrine, hydroxyde de magnésium, Composition antiacide d'hydroxyde d'aluminium (brevet US 2 446 981). Ce numéro de brevet date de 1948; ces comprimés auraient été fabriqués peu de temps après. Aux États-Unis, la Food and Drug Administration a ordonné le retrait des médicaments contenant de la phénacétine en novembre 1983, en raison de ses propriétés cancérigènes et néfastes pour les reins. Il a également été interdit en Inde.

La publicité a créé des produits facilement identifiables, et les a associé durablement dans nos esprit à telle telle affection. Derrière l'étiquette se trouvent souvent des recettes changeantes, habituellement provoquées par des restrictions sanitaires entourant certaines molécules. Dimetapp (en) une marque américaine de médicaments en vente libre était fin des années 1960 une combinaison de maléate de bromphéniramine (en), de chlorhydrate de phényléphrine et de phénylpropanolamine. La phénylpropanolamine a été depuis retirée du marché dans beaucoup de pays et remplacée dans le médicament par de la pseudoéphédrine, elle-même remplacée par de la phényléphrine, cette dernière molécule actuellement sur la sellette. Comme de nombreux médicaments en vente libre, Dimetapp s'appuie sur le marketing et l'image de marque pour se différencier de produits identiques et maintenir des prix élevés.
La publicité pour les produits non soumis à prescription (en vente libre) étant autorisée en Europe, c'est aussi un moyen pour les firmes pharmaceutiques d'intensifier leur communication auprès du public, et desservant doublement leur intérêt, aussi d'inciter les gens à l’automédication.
La pseudoéphédrine est sur la sellette en France. Principalement utilisée dans les sprays nasaux pour traiter le nez bouché dû au rhume ou aux allergies. La pseudoéphédrine provoque la constriction des vaisseaux sanguins, réduisant ainsi le gonflement de la muqueuse nasale. Elle a de plus un effet stimulant, rendant plus alerte et augmentant la fréquence cardiaque, ce qui en fait un produit dopant. Une trop grande quantité de pseudoéphédrine peut entraîner une hypertension artérielle et une fréquence cardiaque élevée, des arythmies cardiaques et des étourdissements; ce risque est encore accru par la consommation concomitante de caféine, de cola et d’autres boissons énergisantes. Au final elle peut exposer à des infarctus du myocarde, des accidents vasculaires cérébraux, des poussées hypertensives. Les médicaments contenant de la pseudoéphédrine sont aussi associés à un risque de syndrome d'encéphalopathie postérieure réversible (en)(SEPR) et de syndrome de vasoconstriction cérébrale réversible, maladies rares entraînant des complications potentiellement graves, voire potentiellement mortelles,. La Pseudoéphédrine est interdite aux Pays bas depuis 2004, mais c'est le seul pays qui l'interdit en Europe. La vente est dans la plupart des pays autorisée et libre, et assorties de molles recommandations des autorités. De manière général les vasoconstricteurs sont visés; en France les marques Actifed, Dolirhume, Humex, Nurofen, Rhinadvil étaient en 2024 concernées. Des mises en gardes à propos de la pseudoéphédrine ont déjà été formulées au moins depuis 1985. Ces produits longtemps promu par la publicité, sont des produits d'appel, dont l'utilisation est finalement souvent maintenue par la complicité de l'industrie pharmaceutique, des pharmaciens, des autorités sanitaires et moutons de panurge, des utilisateurs eux-mêmes.

## Recherche
Le rhume est l’une des maladies humaines les plus complexes, en raison du grand nombre de virus respiratoires responsables du rhume. Ce qui rend quasi impossible la création d'un vaccin unique contre le rhume. Un vaccin contre le VRS, un des virus responsable du rhume, destiné aux personnes âgées, a toutefois été produit et approuvé le 3 mai 2023 par la US Food and Drug Administration.
En 2001, au moins cinq traitements étaient en cours de développement aux États-Unis, qui ciblaient les virus les plus courants impliqués dans les VRTI, dont trois agents liant la capside du virus, dont le pléconaril (en) de ViroPharma,. Il y avait alors un certain espoir que ces médicaments offrent aux médecins la première alternative thérapeutique, permettant de réellement diminuer la charge virale,. En 2002, le comité consultatif sur les médicaments antiviraux de la Food and Drug Administration a cependant finalement déclaré qu'il y avait trop de questions sur la sécurité du pléconaril, pour autoriser son utilisation généralisée, simplement pour raccourcir la durée des symptômes d'une maladie qui ne mettait pas de vie en danger et qui disparaît d'elle-même.

## Éléments d'histoire
D'aussi loin de mémoire d'homme, le rhume a existé ; l'accompagnant une cohorte de rebouteux, et de remèdes improbables. La pharmacie du rhume a souvent produit des médications à l'efficacité incertaine voir dangereuse.
Le rhume, était très répandu dans l'Égypte antique et se traitait notamment par des incantations.
Au XIIe siècle, Moïse Maïmonide écrivait : « La soupe de poulet ... est recommandée comme un excellent aliment ainsi que comme médicament. ». 

Selon Guy Patin, médecin et épistolier français, deux saignées et force lavements venaient à bout du rhume.

## Dans la fiction
« malheureusement, un assistant du professeur Stumke apporta sur l'île le mystérieux virus du rhume ordinaire, maladie que la science en six mille ans de tâtonnements et plus, n'a pas encore vraiment réussi à vraiment circonscrire, ce qui pourrait nous laisser croire que, de sa part, il y a mauvaise volonté ou pis encore cachotterie. toujours est-il que la population entière fut entièrement anéantie »

— Michel Garneau, Élégie au génocide des nasopodes
En 2054, il n'existe peut-être pas de remède contre le rhume, mais Précrime affirme avoir trouvé un remède contre le meurtre. Lamar Burgess (Max von Sydow dans Minority Report de Steven Spielberg) se mouchant « You’d think we’d have found a cure for the common cold by now » (« On pourrait penser que nous avons déjà trouvé un remède contre le rhume ») et un peu plus loin, « I hate herbal tea almost as much as I hate honey » (« Je déteste les tisanes presque autant que le miel ») ; et le Dr. Solomon Eddie éternuant dans sa morve (Peter Stormare en médecin fou) « This damn cold! Don't worry. You see, l could cut open your chest and sew a dead cat in there, you would never get an infection. Not with the spectrum of antibios. I'll be shooting into you. » (« Ce foutu rhume ! Ne t'inquiète pas. Tu vois, je pourrais t'ouvrir la poitrine et y recoudre un chat mort, tu n'aurais jamais d'infection. Pas avec mon shoot d'antibiotiques large spectre »).